# Berg (Ruhstorf)
Berg ist ein Gemeindeteil des Marktes Ruhstorf an der Rott im niederbayerischen Landkreis Passau.

## Lage
Berg liegt 1,5 Kilometer nordöstlich von Reutern am Schwarzenbach in der Nähe der größeren Ortschaft Schmidham. Schon von weitem fällt die auf einer Anhöhe gelegene Pfarrkirche St. Maria Himmelfahrt auf.

## Geschichte

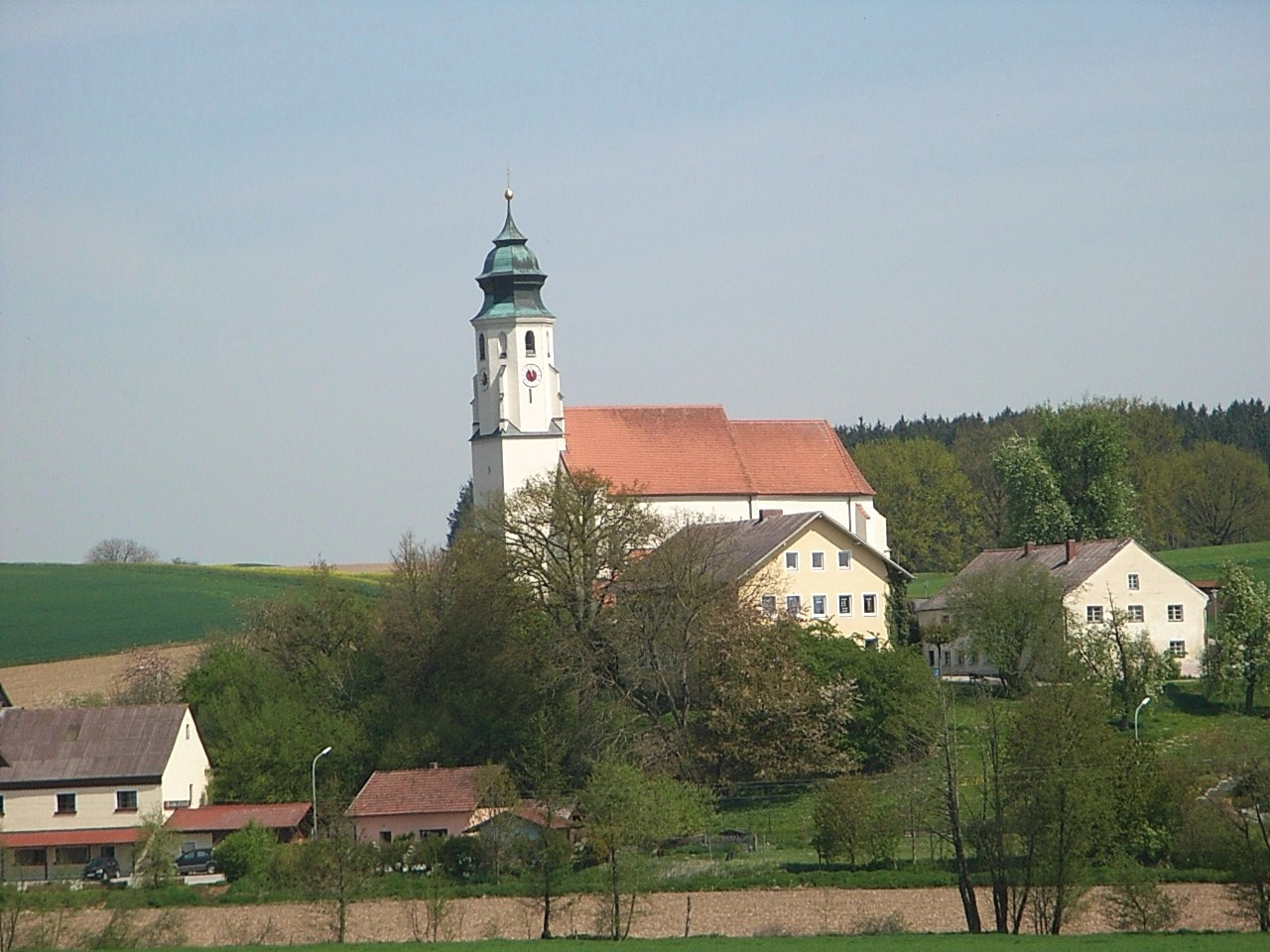
Die Pfarrkirche St. Maria Himmelfahrt

„Perg“ wird 1474 als Obmannschaft des Amtes Reutern erstmals erwähnt. 
Die Kirche war eine Filialkirche der Mutterkirche in Reutern. 1802 zählte die Filiale Berg 509 Personen. Im selben Jahr wird auch eine Schule in Berg erstmals erwähnt. 1824 erbaute man ein neues Schulhaus. Am 30. August 1833 war Bischof Riccabona im Rahmen einer Visitation zu Besuch. 1875 wurde Berg Messeleserstelle und erhielt im selben Jahr ein eigenes Pfarrhaus, 1878 folgte die Erhebung zum Benefizium und 1899 zur Pfarrei. 1901 fand eine Volksmission durch Kapuziner statt, 1922, 1934, 1950 und 1978 wurden erneut Volksmissionen abgehalten. Im Jahr 1989 zählte die Pfarrei Berg, zu der außer Berg noch Schmidham und mehrere andere Ortschaften gehören, 748 Angehörige.
1699 ist erstmals eine Sebastiani-Bruderschaft in Berg bezeugt, eine Laienbewegung, die bis heute besteht. 1903 wurde der „Veteranenverein Berg“ gegründet, die heutige Krieger- und Soldatenkameradschaft. 1949/50 wurde das Schulhaus wesentlich umgebaut. Politisch gehörte Berg zur 1818 gebildeten Gemeinde Schmidham bis zur Eingemeindung Schmidhams nach Ruhstorf im Jahr 1972. 

## Sehenswürdigkeiten
Bereits um 1480 wurde mit dem Bau der jetzigen stattlichen Wandpfeilerkirche begonnen. Auf der spätgotischen Sakristeitür befindet sich die Jahreszahl 1485. Die Ausstattung der Kirche wechselte mehrfach, ab 1884 wurde die barocke Einrichtung von einer neugotischen Ausstattung ersetzt, die bis heute den Innenraum prägt.

## Bildung und Erziehung
- Grundschule Berg-Reutern